# Perzistentna plućna hipertenzija novorođenčeta
Perzistentna plućna hipertenzija novorođenčeta je poremećaj postnatalnog smanjenja
plućne vaskularne rezistencije, koja rezultuje perzistirajućim desno-levim šantom kroz fetalne strukture (lat. ductus arteriosus i foramen ovale) i hipoksemijom. Ovo je kompleksno kliničko stanje jer se kod mnogih beba šant pojavljuje na intrapulmonalnom nivou.
Ovaj patofiziološki fenomen se pojavljuje u heterogenoj grupi bolesti sa različitom etiologijom, a u vreme njene prezentacije nije moguće definisati da li je bolest koja leži u njenoj osnovi reverzibilna ili ne.

## Epidemiologija
Incidencija  perzistentne plućne hipertenzije novorođenčeta kreće se od 1-2 na 1.000 do 1 na 6-7.000, u zavisnosti od autora, odnosno prihvatanja definicije i sagledavanja faktora rizika u
prepartalnoj i intrapartalnoj kontroli.
Rasne razlike
Analiza Severnoameričke evidencije za dečju plućnu hipertenziju (za period 2014–2018) utvrdila je „značajnu rasnu varijabilnost u učestalosti podtipova plućne hipertenzije i ishoda preživljavanja među decom s plućnom hipertenzijom“. Na primer, novorođenčad crne rase imala je veću prevalenciju perzistentne plućne hipertenzije i povećan rizik od smrtnosti, dok su novorođenčad bele rase imala veću prevalencu kongenitalne dijafragmalne kile.

## Podela
| Primarni oblik   | - Oblik bolesti koji najviše odgovara uobičajenoj, pojednostavljenoj definiciji. - Tipično se prezentuje hipoksemijom ubrzo nakon rođenja, kod bebe koja ima normalna pluća, klinički i radiološki. - Najverovatnije je uzrokovana primarnom disfunkcijom plućnih endotelnih vazodilatatornih mehanizama. Etiologija - Idiopatska - Faktori rizika od strane majke (mekonijalna plodova voda, povišena temperatura, anemija, bolesti pluća, infekcija urinarnog trakta, dabetes mellitus, primena nesteroidnih antireumatika) - Faktori rizika od strane ploda i novorođenčeta (intrauterusna ili perinatalna asfiksija, fetalna anemija, policitemija, prevremeno zatvaranje ductusa, virusna ili bakterijska infekcija). |
| Sekundarni oblik | - Posledica je bolesti plućnog parenhima i verovatno predijagnostikovano stanje, jer će većina pacijenata sa plućnom bolešću imati plućni pritisak iznad normalnog. - Samo najteži bolesnici (index oksigenacije > 25 za terminsko i > 15 za preterminsko novorođenče), imaće plućne pritiske približne ili veće od sistemskih. Etiologija - Respiratorne bolesti (mekonijalna aspiracija, težak oblik hijalinomembranske bolesti, dijafragmalna hernija i druge forme plućne hipoplazije, pneumonija). - Bolesti srca (opstruktivne urođene srčane lezije, miokardne disfunkcije u asfiksiji i metaboličkim bolestima i poremećajima - hipoglikemija, hipokalcijemija).                                                   |

## Patofiziologija
Patofiziološke promene u perzistentnoj plućnoj hipertenziji novorođenčeta pojavljuju se u heterogenoj grupi bolesti sa različitom etiologijom, a u vreme njene prezentacije nije moguće definisati da li je bolest koja leži u njenoj osnovi reverzibilna ili ne.
Patološka muskularizacija intraacinusnih arterija sa zadebljanjem medije krvnog suda verovatno
su posledica hronične intrauterusne hipoksemije, nastale u toku plućne hipoplazije koja zahvata i alveole i krvne sudove. Ova   anomalija može biti izolovana  ili sa kongenitalnom dijafragmalnom
hernijom, oligohidroamnion sindrom, renalna agenezija. 
Vazospazam plućnih krvnih sudova (kod pacijenata sa reverzibilnom PPHN u hipoksiji ili sepsi) praćen je i disfunkcijom miokarda (prevremeno zatvaranje duktusa sa insuficijencijom desne komore koja je manje komplijantna - sa desno-levim šantom na atrijalnom nivou i bez povišene plućne vaskularne rezistencije. Insuficijencija leve komore dovodi do povišenog pritiska u plućnim venama što rezultuje o u plućnim arterijama i često ide do suprasistemskog nivoa sa desno-levim šantom na nivou duktusa). 
Sve navedeno mehanički se manifestuje malim minutnim volumenom i hiperviskoznošću krvi.

## Klinička slika
Kliničkom slikom dominiraju sledeći znaci i simptomi:
- Cijanoza, koja se najčešće javlja uz dominaciju simptoma osnovne ili prateće bolesti;
- Aktivan prekordijum
- Naglašen drugi ton na srcu, sa sistolnim šumom trikuspidne regurgitacije nisko parasternalno
- Respiratorni distres različitog stepena.

## Dijagnoza[1]
| Dijagnostičke procedure   | Rezultati |
| ------------------------- | --- |
| Gasovi u krvi             | - PaO2 nizak 4-5 kPa (30-37,5 mmHg); - PaCO2 nizak kod primarne PPHN i kod preventiliranih, a visok kod bolesti plućnog parenhima. - Gradijent u saturaciji od najmanje 10% pre i postduktalno, a u odsustvu urođene srčane mane, govori u prilog PPHN. Odsustvo D-L šanta na nivou duktusa ne isključuje PPHN sa izolovanim D-L pretkomorskim šantom. |
| EKG                       | - Dominacija desne komore - normalna za uzrast - Ishemija miokarda |
| Radiografija grudnog koša | - Normalna nalaz - Bolest parenhima - Air leak - Silueta srca i timusa normalna ili granično uvećana - Plućni vaskularni crtež normalan ili redukovan |
| Ehokardiografija          | - Definiše intra i ekstrakardijalne šantove i isključuje urođenu srčanu manu - Definiše pritisak u plućnoj arteriji preko trikuspidne regurgitacije ili brzine duktalnog šanta - Definiše poziciju interventrikularnog septuma (koji je obično potisnut ka levoj komori) - Definiše prisustvo, stepen i smer šanta kroz ductus i foramen ovale. Ovi šantovi su obično manji nego što se pretpostavlja prvenstveno jer su plućni pritisci uglavnom subsistemski, a zatim i jer se fetalne strukture zapravo rano zatvaraju - Definiše minutne volumene komora koji su obično niski u ranoj fazi bolesti. |

## Diferencijalna dijagnoza
Diferencijalna dijagnoza perzistentnе plućnе hipertenzijе novorođenčeta (PPHN) uključuje sledeće bolesti i stanja:
- Cijanotična urođena bolest srca, kao što je transpozicija velikih arterija,[7] koja uključuje anomaliju plućne venske veze, trikuspidnu atreziju i plućnu atreziju sa netaknutim sedištem ventrikula.
- Primarne parenhimske bolesti pluća kao što su neonatalna upala pluća, respiratorni distres sindrom, plućna sekvestracija i plućna hipoplazija koja rezultuje hiperkarbijom i respiratornom acidozom
- Sepsa
- Alveolarna kapilarna displazija
- Manjak surfaktanta proteina B
- Respiratorna ili metabolička acidoza bilo koje etiologije
- Sindrom aspiracije mekonijuma
- Asfiksija

Takođe treba imati u vidu da se perzistentna plućna hipertenzija novorođenčeta  može pojaviti izolovano ili kao rezultat bilo koje od gornjih dijagnoza, osim kod strukturnih oštećenja srca.

## Terapija
Opšta načela terapije PPHN  uključuju održavanje normalne telesne temperature, korekciju elektrolita ili poremećaja glukoze i metaboličku acidozu. U tom smislu glavna strategija terapije usmerena je na održavanje odgovarajućeg sistemskog krvnog pritiska, smanjenje plućnog vaskularnog otpora, osiguranje oksigenacije u tkivima i minimiziranje barotraume izazvane visokim nivoom udahnutog kiseonika i visokim ventilatornim pritiskom.
Nega novorođenčadi s PPHN zahteva posebnu pažnju prema detaljima (kontinuirano praćenje oksigenacije, krvnog pritiska i perfuzije koja je kritična).
Za sve one koji se brinu o bolesnoj novorođenčadi važno je da znaju da treba da koristiti minimalnu stimulaciju i minimaliziraju upotrebu invazivnih postupaka, poput aspiracije.
Iako je primarni cilj terapije uspostaviti nivo arterijske oksigenacije što bliži normalnom za adekvatnu oksigenaciju tkiva, kompletno normalni nivo koncentracije gasove u krvi često nije moguće postići. Zato je važno da oni budu kompatibilni sa ekstrauterusnim životom, i pravilno praćeni neinvazivnim monitoringom i minimalnim manipulacijama.

### Smernice Američko udruženje za srce (AHA) i Američkog torakalno društva (ATS) (2015) za lečenje perzistentne plućne hipertenzije novorođenčedi[8]
- Udisanje azot oksida treba koristiti kako bi se smanjila potreba za ekstrakorporalnom membranskom oksigenacijom (ECMO) kod novorođenčadi sa PPHN ili hipoksemičkim respiratornim zatajenjem čiji je indeks oksigenacije veći od 25.
- Kateterizacijom srca nakon neonatalnog perioda trebalo bi ispitivati akutnu vazoreaktivnosti osim ako nema posebnih kontraindikacija.
- Genetsko testiranje savetovanjem može biti korisno za decu s idiopatskom hipertenzijom plućne arterije (PAH) ili u porodicama s naslednomm PAH-om radi definisanja patogeneze, određivanja članova porodice u riziku i za planiranje porodice.
- Longitudinalna nega u interdisciplinarnom pedijatrijskom programu plućne hipertenzije preporučuje se za novorođenčad koja imaju urođenu dijafragmatičku herniju, koja imaju plućnu hipertenziju ili su u riziku od razvoja kasne plućne hipertenzije.
- Ekstrakorporalna membranska oksigenacija (ECMO) preporučuje se pacijentima sa urođenom dijafragmatičnom hernijom i s teškom plućnom hipertenzijom koja ne reaguje na medicinsku terapiju.
- Skrining plućne hipertenzije ehokardiogramom preporučuje se kod novorođenčadi sa bronhopulmonalnom displazijom.
- Procena i lečenje plućnih bolesti, uključujući procenu hipoksemije, aspiracije, strukturne bolesti disajnih puteva i potrebe za promenama u respiratornoj podršci, preporučuju se kod novorođenčadi s bronhopulmonalnom displazijom i plućnom hipertenzijom pre započinjanja terapije PAH-om.
- Antikoagulantna terapija se ne sme primenjivati kod male dece sa PAH zbog štetnosti od hemoragičnih komplikacija.

## Spoljašnje veze
|  | Molimo Vas, obratite pažnju na važno upozorenje u vezi sa temama iz oblasti medicine (zdravlja). |